# Custer's Last Fight
Custer's Last Fight è un cortometraggio muto del 1912 diretto da Francis Ford. Fu uno dei primissimi film dedicati alla figura del generale Custer, che qui venne interpretato dallo stesso regista. Altri interpreti furono Grace Cunard, William Eagle Shirt (nel ruolo di Toro Seduto), J. Barney Sherry, Art Acord, Ann Little.

## Produzione
Il film fu prodotto dalla New York Motion Picture e dalla 101-Bison. Venne girato a Inceville, al Santa Ynez Canyon (Los Angeles).

## Distribuzione
Distribuito dalla Mutual, il film uscì nelle sale cinematografiche statunitensi il 4 ottobre 1912. In Danimarca, fu distribuito il 23 novembre 1912 con il titolo General Custers sidste Kamp; nel Regno Unito, il 21 dicembre 1912, in una versione ridotta di due rulli.
Del film, nel gennaio 2005 è uscita una versione DVD in NTSC - tratta dalla riedizione del 1924 - della durata di 54 minuti, distribuita dalla Grapevine Video. Il Dvd comprendeva anche il cortometraggio del 1912 The New Fire Chief.